# Генеральний секретар ЦК КПК

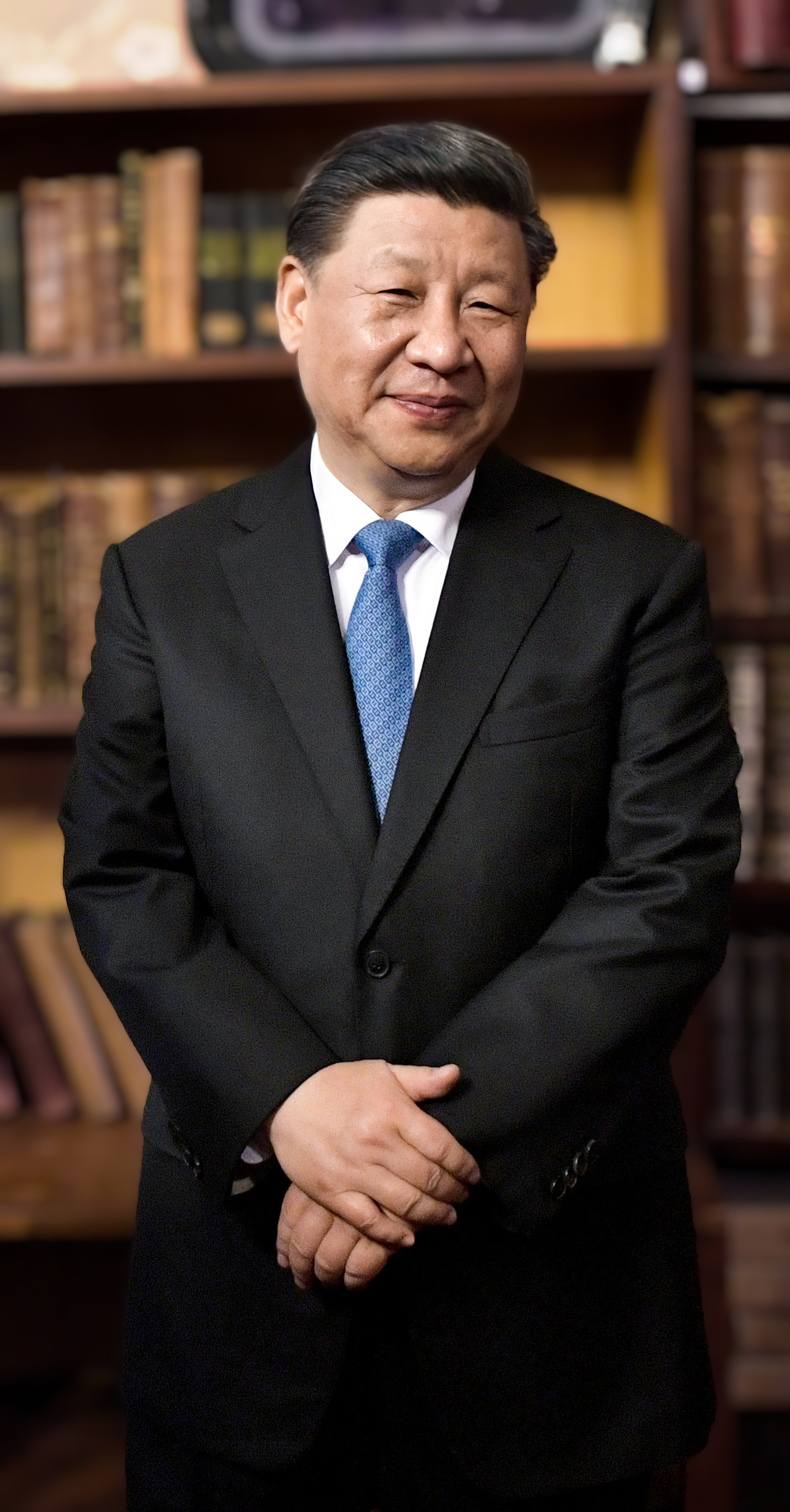
Сі Цзіньпін — діючий генсек

Генеральний секретар Центрального комітету Комуністичної партії Китаю (кит.: 中国共产党中央委员会总书记) — вища посада в Комуністичній партії Китаю. Генеральний секретар ЦК КПК також одночасно займає посади глави Секретаріату ЦК КПК і Політбюро ЦК КПК.

## Історія
До 1982 року існувала посада голови КПК. Зазвичай генеральний секретар ЦК КПК обіймає посаду глави держави.